# Afrikaner Broederbond
O Afrikaner Broederbond (AB) ou simplesmente o Broederbond foi uma sociedade secreta exclusivamente africâner calvinista e masculina na África do Sul dedicada ao avanço do povo africâner. Foi fundada por H. J. Klopper, H. W. van der Merwe, D. H. C. du Plessis e o Rev. Jozua Naudé em 1918 como Jong Zuid Afrika (holandês: Jovem África do Sul) até 1920, quando foi renomeada para Broederbond. Sua influência na vida política e social sul-africana atingiu o clímax com o governo de 1948-1994 do Partido Nacional da supremacia branca e sua política de apartheid, que foi amplamente desenvolvida e implementada por membros do Broederbond. Entre 1948 e 1994, muitas figuras proeminentes da vida política, cultural e religiosa africâner, incluindo todos os líderes do governo sul-africano, eram membros do Broederbond africâner.